# Colonia (ROU 10)
El patrullero ROU 10 «Colonia» de la Armada Nacional (Uruguay) en servicio desde 1990 fue originalmente el patrullero de la clase Cape USCGC Cape Higgon (WPB-95302) de la Guardia Costera de Estados Unidos (USCG).
Construido en 1953 por el United States Coast Guard Yard de Baltimore, Maryland, fue transferido en 1990 a Uruguay junto al USCGC Cape Horn (ROU 11 «Río Negro»).